# Стефан (Садо)
Архимандрит Стефан (в миру Сарго́н Миха́йлович Садо́; 13 июля 1965, Ленинград) — архимандрит Русской православной церкви, насельник Александро-Невской лавры, заведующий библиотекой Санкт-Петербургской духовной академии и духовник, принимающий ставленническую исповедь у студентов академии, член комиссии по канонизации святых Санкт-Петербургской епархии.
Автор исследований по истории Урмийской духовной миссии и судьбам ассирийцев России.

## Биография
Родился 13 июля 1965 года в городе Ленинграде в семье лингвиста, семитолога и общественного деятеля Михаила Юхановича и Зинаиды Ивановны Садо.
После школы поступил в Ленинградскую духовную семинарию, после её окончания — в Ленинградскую духовную академию.
29 апреля 1989 года был рукоположен в сан диакона. В том же месяце митрополитом Алексием (Ридигером) пострижен в монашество с наречением имени Стефан в честь первомученика апостола Стефана. 8 ноября 1989 года был рукоположен в сан иеромонаха. Был оставлен благочинным храма духовной академии, и был им в течение 7 лет.
В 1990 году с отличием окончил Ленинградскую духовную академию. Его кандидатская работа была посвящена истории Урмийской духовной миссии.
Когда в 1995 году встал вопрос о возрождении в Александро-Невской лавре монашеской жизни, одним из первых был включён в список будущих насельников. С сентября того же года участвовал в возобновили монашеское богослужение в Никольской церкви на кладбище. В апреле 1996 года был переведён из Санкт-Петербургской академии в братию Лавры.
1 октября 1996 года назначен заведующим библиотекой Санкт-Петербургской духовной академии.
В 1998 году был возведён в сан игумена.
18 июня 2013 года был назначен на должность духовника, принимающего ставленническую исповедь у студентов Санкт-Петербургской духовной академии.
22 октября 2015 года решением Священного Синода назначен членом двусторонней комиссии по диалогу между Русской Православной Церковью и Ассирийской церковью Востока.
27 апреля 2017 года в Троицком соборе Александро-Невской лавры митрополитом Санкт-Петербургским и Ладожским Варсонофием (Судаковым) возведён в сан архимандрита за усердное служение Святой Церкви.

## Публикации
статьи
- Российская православная миссия в Урмии (1898—1918): Доклад на конференции «Христианские миссии в XVIII—XX вв.» Москва, 16-18 мая 1995 г. // Христианское чтение. — 1996. — № 13. — С. 73—112.
- Профессор СПбДА В. В. Болотов и вопрос о чиноприеме воссоединения несториан с Русской Православной Церковью в конце XIX в.: Доклад на юбилейной конференции СПбДАиС. 25-26 декабря 1996 г. // Христианское чтение. — 1997. — № 14. — С. 97—123.
- Сирийские переводы Русской Урмийской миссии // История древней Церкви в научных традициях XX века: Материалы научно-церковной конференции, посвящённой 100-летию со дня кончины доктора церковной истории, профессора Санкт-Петербургской духовной академии члена-корреспондента Императорской академии наук В. В. Болотова. — СПб.: Изд-во Государственного Эрмитажа, 2000. — С. 110—123. — ISBN 5-93572-012-4.
- ИОНА // Православная энциклопедия. — М., 2011. — Т. XXV : Иоанна деяния — Иосиф Шумлянский. — С. 437-438. — 39 000 экз. — ISBN 978-5-89572-046-2.
- Письма святителя Николая Японского священнику Сергию Судзуки // Христианское чтение. — 2012. — № 5. — С. 10—14.
- «В Лавре всегда людно…». Насельник Александро-Невской лавры игумен Стефан (Садо) рассказывает о монашеской жизни в обители // «Вода Живая», № 4A Специальный выпуск № 2, апрель 2013, стр. 12
- Игумен Стефан (Садо). воспоминания об отце // Сайт Санкт-Петербургской духовной академии, 01.05.2017
- «Он был исповедником, который врачевал наши Души». Вечер памяти, посвященный 10-летию со дня кончины архимандрита Кирилла (Начиса) // Вестник Исторического общества Санкт-Петербургской Духовной Академии. — 2018. — № 2. — С. 202—203.
- Русские монахи-миссионеры урмийской духовной миссии в Персии // Вестник Исторического общества Санкт-Петербургской Духовной Академии. — 2020. — № 1 (4). — С. 192—198. — doi:10.24411/2587-8425-2020-10015.
- Ассирийцы (сиро-халдеи) в учебных заведениях Русской православной церкви (до 1918 г.) // Карамзинские чтения. Вып. 3 / ред. С. В. Чернявский. — Санкт-Петербург: Издательский дом «Гиперион», 2020. — С. 151—168. — 224 с. — ISBN 978-5-89332-371-9.

справочники
- Материалы к биографическому словарю ассирийцев в России (XIX—I пол. ХХ вв.): словарь / сост. И. С. — СПб.: Прас-Атра, 1994. — 75 с. : ил.
  - Материалы к биографическому словарю ассирийцев в России = Materials for the biographical dictionary of assyrians in Russia : (XIX — середина XX века) / сост. иг. Стефан Садо. — Изд. 2-е, испр. и доп. — Москва: Изд-во Олега Абышко, 2006. — 175 с. — ISBN 5-89740-146-2.
  - Биографический словарь ассирийцев в России (XIX — середина XX века) = The Assyrians in Russia: biographical dictionary (XIX — the part XX) / составитель: архимандрит Стефан (Садо). — Изд. 3-е, испр. и доп. — Санкт-Петербург: НП-Принт, 2021. — 295 с. — ISBN 978-5-6046274-0-2. — 500 экз.
- Мартиролог ассирийцев СССР [1920 — 1950-е годы] / автор-составитель игумен Стефан (Садо). — Санкт-Петербург : НП-Принт, 2017. — 742 с.
  - Мартиролог ассирийцев СССР [1920 — 1950-е годы] / автор-составитель архимандрит Стефан (Садо). — Изд. 2-е, испр. и доп. — Санкт-Петербург : НП-Принт, 2024. — 1029 с. — ISBN 978-5-907734-90-6. — 200 экз.
- Ассирийцы. Участники Великой Отечественной войны 1941—1945 годов = Участники Великой Отечественной войны 1941—1945 годов / составитель архимандрит Стефан Садо. — Санкт-Петербург: НП-Принт, 2023. — 255 с. — ISBN 978-5-907734-35-7. — 200 экз.

## Награды
- Медаль в память 100-летия восстановления патриаршества (2 января 2018)[9]
- медаль апостола и евангелиста Иоанна Богослова II степени (12 июля 2018)[10]